# Mukșa Kîtaihorodska, Camenița
Mukșa Kîtaihorodska (în ucraineană Мукша Китайгородська) este un sat în comuna Slobidka-Kulcievețka din raionul Camenița, regiunea Hmelnîțkîi, Ucraina.

## Demografie
Componența lingvistică a localității Mukșa Kîtaihorodska
     Ucraineană (97,86%)
     Rusă (2,03%)
     Alte limbi (0,05%)
Conform recensământului din 2001, majoritatea populației localității Mukșa Kîtaihorodska era vorbitoare de ucraineană (97,86%), existând în minoritate și vorbitori de rusă (2,03%).